# Walerian Nekanda Trepka
Walerian Nekanda-Trepka pełne brzmienie nazwiska: Walerian Zbylut Nekanda Sieciechowski Trepka, pseud.: Eques Polonus de Domo Magnorum Comitum a Sieciechow, (ur. w 1584 lub 1585 w Sieciechowie, zm. 1640) – polski pisarz satyryczno-obyczajowy epoki baroku.

## Pochodzenie
Walerian Nekanda-Trepka ze strony ojca pochodził z jednego z najstarszych i najdostojniejszych rodów polskich. Ród ten od czasów Kazimierza Wielkiego nosił przydomek Nekanda. Ród Trepków dzielił się na kilka linii. Autor pochodził z linii z Czapel Wielkich położonych koło Miechowa. Natomiast ze strony matki w żyłach Waleriana krążyła krew włoska. Prowanowie byli szlachtą sabaudzką przybyłą do Polski za czasów królowej Bony, indygenat uzyskali w roku 1557.

## Wykształcenie
O wykształceniu Waleriana Trepki nic pewnego powiedzieć nie można. Prawdopodobnie studiował w Akademii Krakowskiej. Znał 3 języki obce: łacinę, niemiecki oraz ruski (pisał biegle cyrylicą). Posiadał znajomość kryptografii bardzo rozwiniętej w dobie XVII wieku.  

## Życiorys
Urodził się prawdopodobnie w katolicko-kalwińskiej rodzinie szlacheckiej herbu Topór, jako syn Hieronima Nekandy-Trepki, dworzanina Stefana Batorego, i Elżbiety Prowanówny, herbu Kolumna. W wieku dojrzałym prawdopodobnie nawrócił się na katolicyzm. Był właścicielem wsi Czaple w Miechowskiem. Swój majątek, niezbyt zresztą duży, po śmierci ojca, która nastąpiła w 1630, sprzedał i osiedlił się w Krakowie. Tam też zdeponował swoją gotówkę i ruchomości. Należał do szlachty rentierskiej, co wcale nie oznaczało, że zbankrutowanej. Szlachta ta była traktowana tak samo, jak szlachta folwarczna posiadająca co najmniej 10 kmieci osiadłych. Zaliczano ją więc do szlachty średniozamożnej, nie zaś ubogiej. Przyczyn  nieszczęść upatrywał w nadmiernym bogaceniu się mieszczan i nielegalnym przenikaniu plebejuszy do stanu szlacheckiego. Zajął się tropieniem tego ostatniego zjawiska. Opierał się przede wszystkim na świadectwach ustnych, rzadko na archiwaliach. Informacje zbierał na salach sądowych, targach i sejmikach w Krakowie i Lublinie. Około 2 tysięcy podejrzanych przypadków opisał w dziele zwanym Liber generationis plebeanorum (Księga rodów plebejuszy), bardziej znanym jako Liber chamorum (Księga chamów). Opisał w nim wiele mechanizmów nielegalnego przenikania do stanu szlacheckiego. Miał żonę, z domu Rusiecką.

## Wyznanie
Sprawa wyznania Waleriana Nekanda-Trepki jest dyskusyjna. Poglądy głoszone przez W. Dworzaczka, jakoby Trepka nawrócił się z kalwinizmu na katolicyzm, nie mają jednak mocnych podstaw źródłowych. Wiadomo, że kalwinistami byli matka Trepki oraz brat Żegota. Ojciec prawdopodobnie był katolikiem, przychylnym jednak temu wyznaniu. Niewykluczone, że Trepka był katolikiem wychowywanym w kręgu kalwińskim. O katolicyzmie Trepki przekonuje sposób wyrażania się o innowiercach. Zarazem jednak był właścicielem ksiąg kalwińskich.

## Twórczość
- Liber generationis albo Catalogus o tych, którzy de gente et progenie sławnego rodzaju Plebeanorum początek swój i originem ducunt, powst. w latach 1626-1639; wstęp wyd. W. Semkowicz "Wywody szlachectwa w Polsce XIV-XVII w.", Rocznik Towarzystwa Heraldycznego, t. 3 (1912/1913), s. 216-229; fragm. podaje J. S. Bystroń Dzieje obyczajów w dawnej Polsce. Wiek XVI-XVIII, t. 1, Kraków (1934), s. 186-187, 191, 193-194 i in.; wyd. krytyczne całości pt. Liber generationis plebeanorum ("Liber chamorum"), cz. 1: Wstępy wydawców i tekst; cz. 2: Przypisy rzeczowe, indeksy; wyd. W. Dworzaczek, J. Bartys, Z. Kuchowicz, pod red. W. Dworzaczka "Uwagi o pisowni i fonetyce" oprac. K. Zierhoffer, Wrocław 1963, BPP, seria B, nr 13; rękopisy: oryginał Biblioteka Narodowa, sygn. Pol. F. N. 103; odpis z XVII w. znajdował się w Ossolineum; odpis z roku 1889 (dokonany przez A. Leszczyca Miłaszewskiego na podstawie nieznanej kopii, będącej swego czasu w posiadaniu J. I. Kraszewskiego) w Bibliotece Instytutu Historii Uniwersytetu Łódzkiego, nr 247, (tzw. Liber Chamorum, tj. Księga Chamów, wymierzona przeciw plebejom zdobywającym różnymi sposobami szlachectwo; obejmuje ok. 2000 nazwisk z terenu Małopolski i Rusi Czerwonej).